# Atalanta
«Atalanta» — британский производитель спортивных автомобилей.

## История
С 1937 года по 1959 год на британском автомобильном рынке значительное влияние на автомобилестроение в целом оказывала компания «Atalanta». Долгое время машины этой компании были серьёзными конкурентами спортивным купе фирмы «Lagonda».
За первые два года после своего открытия концерн выпустил несколько моделей авто, совмещавших в себе ряд революционных решений. Автомобили А1 и А1х комплектовались силовыми агрегатами собственной разработки, которые были разных объёмов от 1,4 л до 4 л, и обеспечивали мощность авто от 80 л. с. до 138 л. с.

## Деятельность
Некоторые модели авто «Atalanta» участвовали в гонках и заездах, показывая неплохие скоростные показатели. Наиболее успешной являлась машина А1-1, которая была оснащена мотором с двенадцатью цилиндрами, дающим мощность авто 180 л. с.
С началом мировой войны завод был переформатирован под производство авиационных двигателей и военной техники, которые были востребованы достаточно широко.
После окончания всех боевых действий руководство компании «Atalanta» приложило немалые усилия и финансовые средства, чтобы вернуться к производству автомобилей. В послевоенные годы мир увидели модели А2 и А3, отвечающие всем требованиям аристократов того времени. Разработка собственных силовых агрегатов оказалась компании не по силам, поэтому концерн перешёл на использование двигателей Ford и Jaguar.
В тот период поменялось руководство концерна, которым было принято решение приступать к собственным разработкам только после окончательного восстановления финансового положения «Atalanta». Одним из инновационных предложений от компании была возможность купить авто в разной степени сборки: полностью собранные модели А1 или А2 можно было приобрести по полной стоимости, а заплатив только половину — получить авто с готовым собранным мотором, но с комплектом кузова и салона, которое требовалось собрать.
К 1959 году инженеры «Atalanta» разработали новую трансмиссию, в которой каждое колесо оснащалось независимой подвеской, однако даже эти инновации не спасли компанию от разорения. В том же году вся собственность была продана нескольким автомобильным концернам, а на бывшем заводе «Atalanta» на данный момент собирают автомобили «Mini».